# Стенолаз
Стенола́з, или краснокры́лый стенола́з (лат. Tichodroma muraria), — вид воробьиных птиц, единственный в одноимённом роде (Tichodroma) и в семействе Tichodromidae. Выделяют два подвида. Обитает на скалах в горах. Гнездится обыкновенно в ущельях над горными ручьями.

## Описание

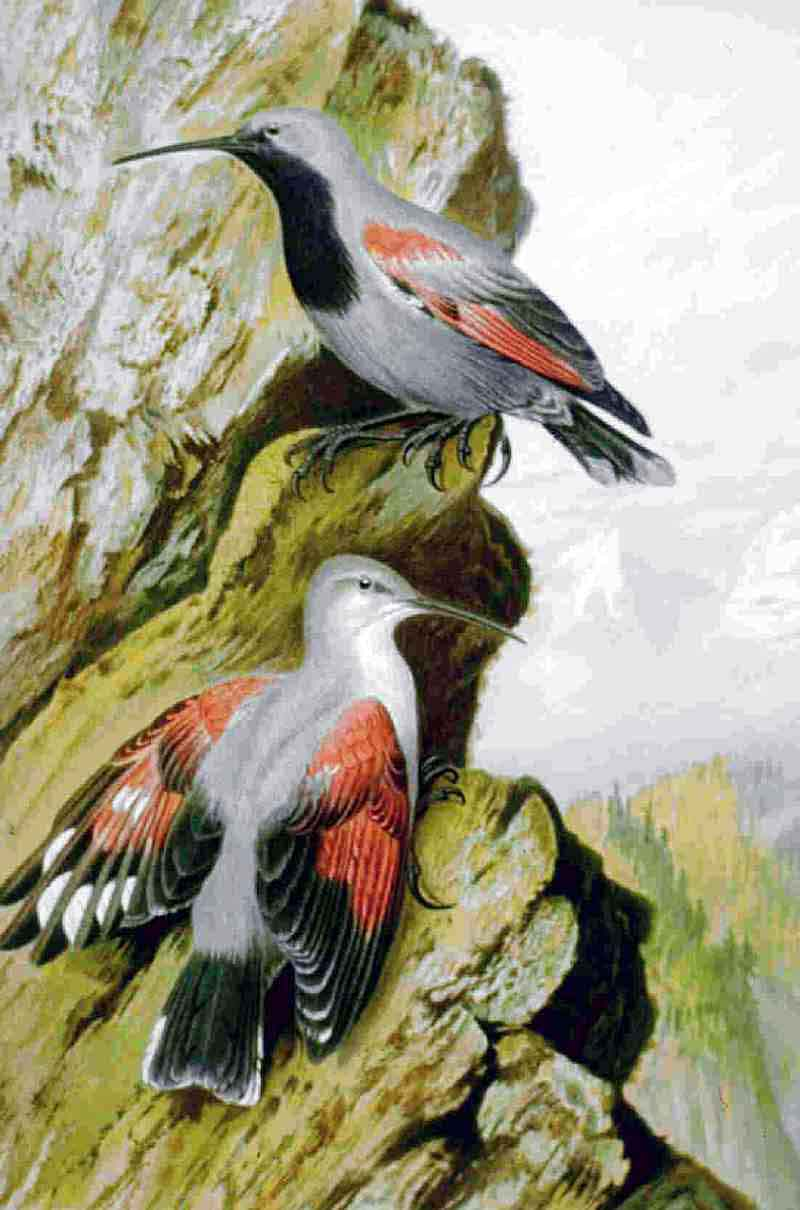

Общая длина 155—179 мм, масса тела 15—19 грамм. Длина крыла самцов 97,1—106,0 мм, самок 85,5—102,4 мм. Голос — низкий свист «цииуу».
Спина стенолаза тёмно-серая, горло чёрное, брюшко чёрно-серое, темнее, чем спина; первостепенные маховые перья с округлыми белыми пятнами; верхние кроющие перья крыла и частично маховые перья красные. У молодых птиц и птиц в зимнем оперении горло беловатое, верх головы буроватый; радужина коричневая.
Стенолазы держатся исключительно в высоких скалистых горах, выбирая наиболее крутые и дикие утесы и обрывы. Здесь они с необычайной быстротой и ловкостью лазают по стенам утесов и обрывов; при этом птица не опирается на хвост.
Стенолаз часто меняет место обитания и живёт очень уединённо. Своих соплеменников стенолаз прогоняет со своей территории.
В полёте напоминает большую яркую бабочку.

## Распространение
Встречается во всех горных районах Южной и Центральной Европы, Малой, Средней и Центральной Азии, доходя на восток до Гималаев и Китая, и на Кавказе.

## Питание
Питается насекомыми. В поисках пищи стенолаз очень ловко прыгает даже по вертикальным поверхностям, при этом он никогда не опирается на хвост, а помогает себе быстрыми взмахами крыльев.
Стенолаз не любит спускаться на землю и поэтому насекомых, которые водятся на земле, он пытается по возможности поймать на скале. Если же, несмотря на все старания, стенолаз не достигает цели, то быстро подлетает, садится и мгновенно схватывает добычу, а потом опять цепляется за скалу, отыскивая удобное место для поглощения своей добычи. Мелких жуков и пауков стенолаз ловит без труда в воздухе.

## Размножение
Для привлечения самок самцы стенолаза поют, карабкаясь вверх по скалам. Пара делит участок только на время заботы о потомстве. Часто гнездо находится очень глубоко в расщелине между камнями и совершенно недоступно для наблюдения. Также гнезда краснокрылого стенолаза встречаются в руинах или отверстиях стен. Количество яиц в кладке от 4 до 5. Потомство появляется на свет в мае и июле, на юго-востоке даже в апреле. После вылета птенцов из гнезда родители их терпят некоторое время на своей территории. Сигналом к тому, что птенец уже взрослый и его следует изгонять, является контрастное оперение, которое подросшая птица приобретает после линьки.

## Галерея

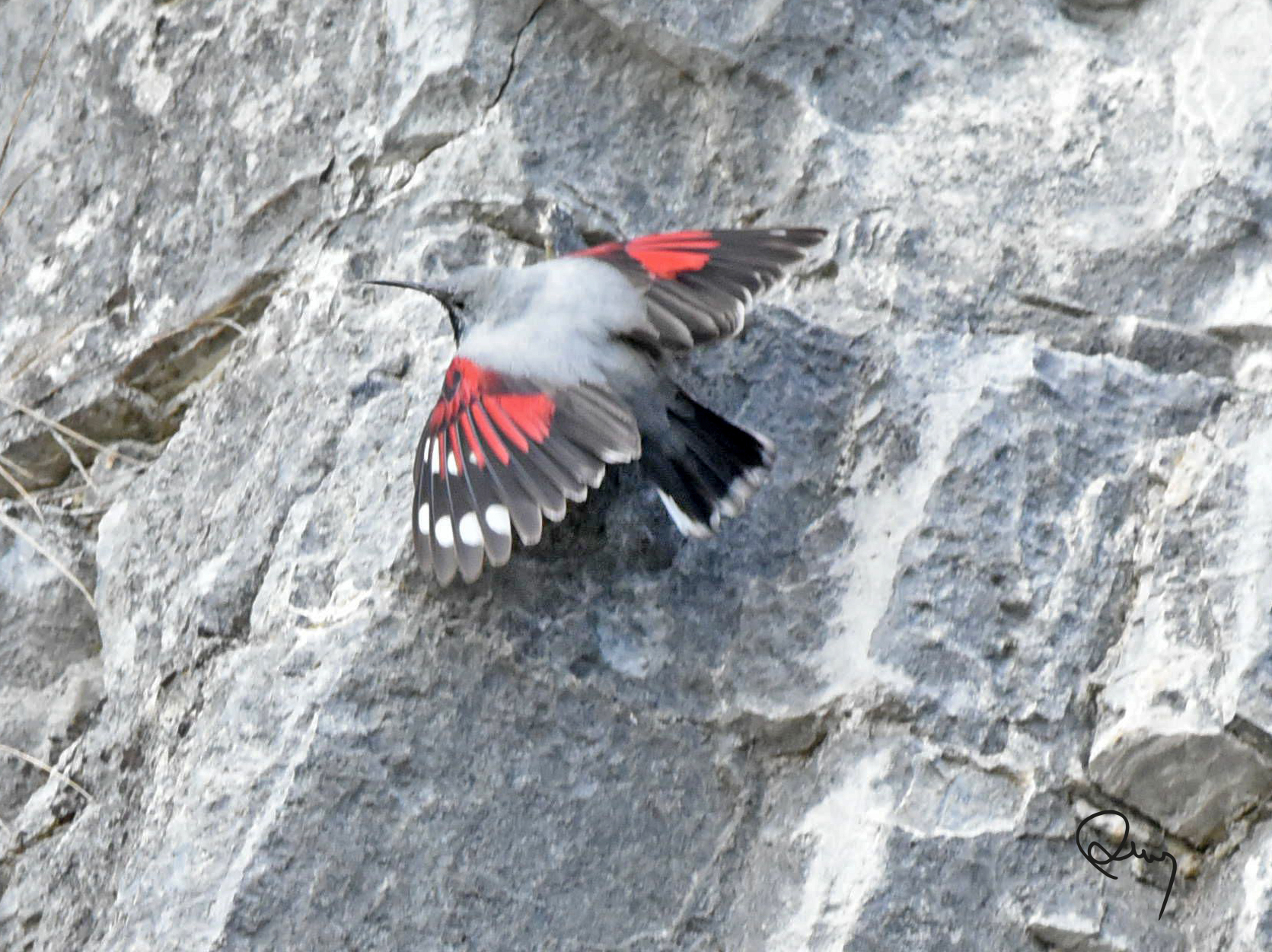
Самец
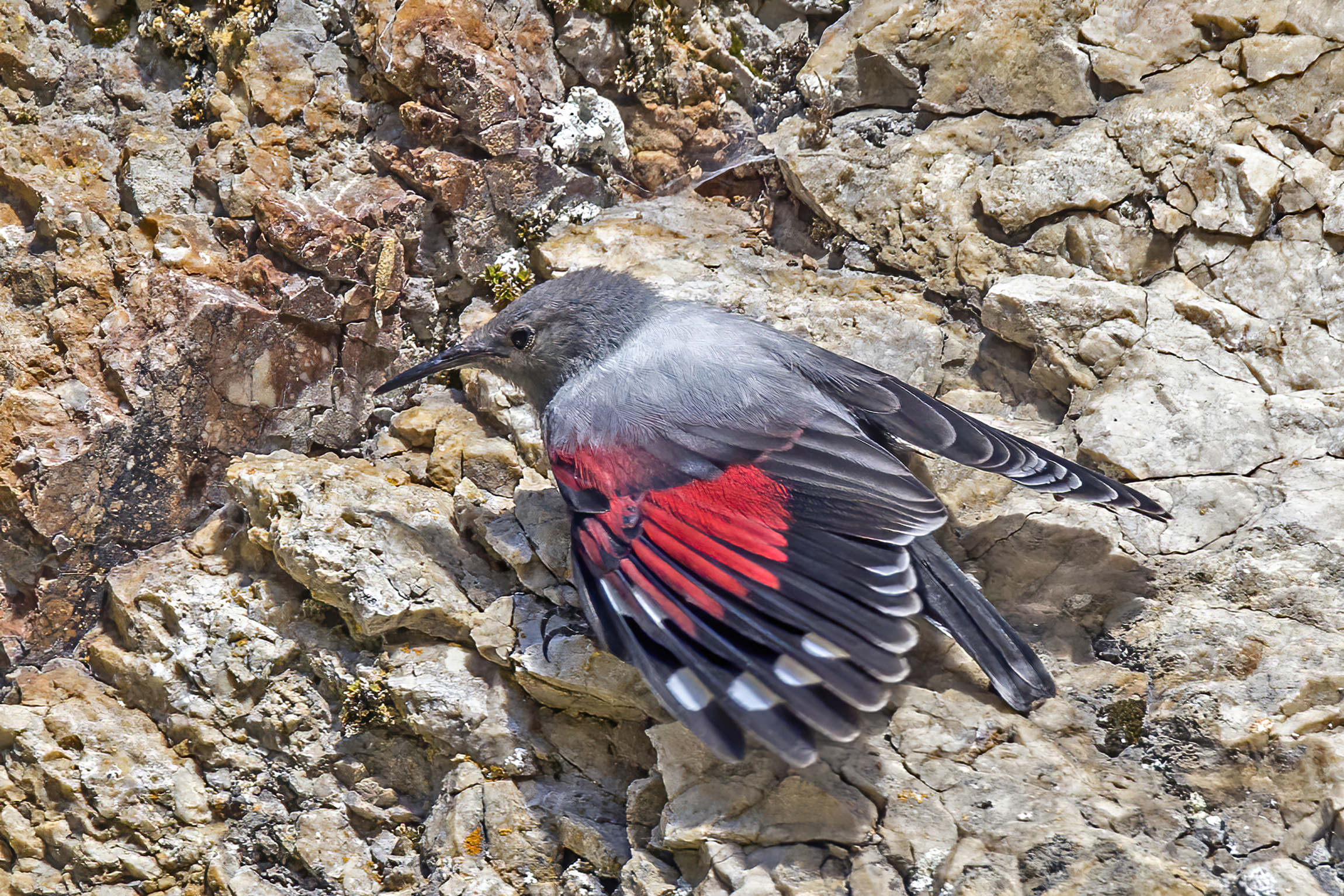
Самка
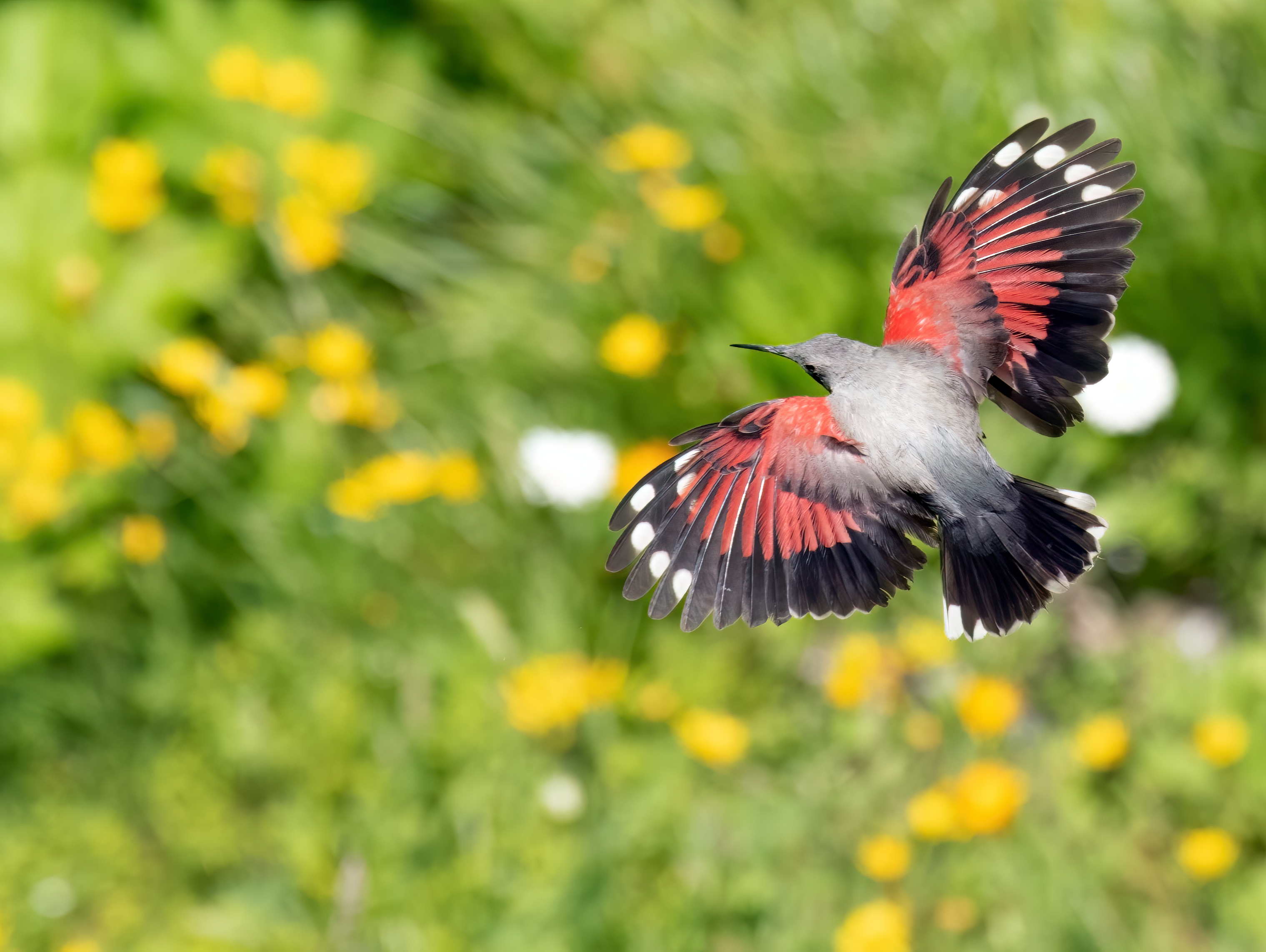
В полёте
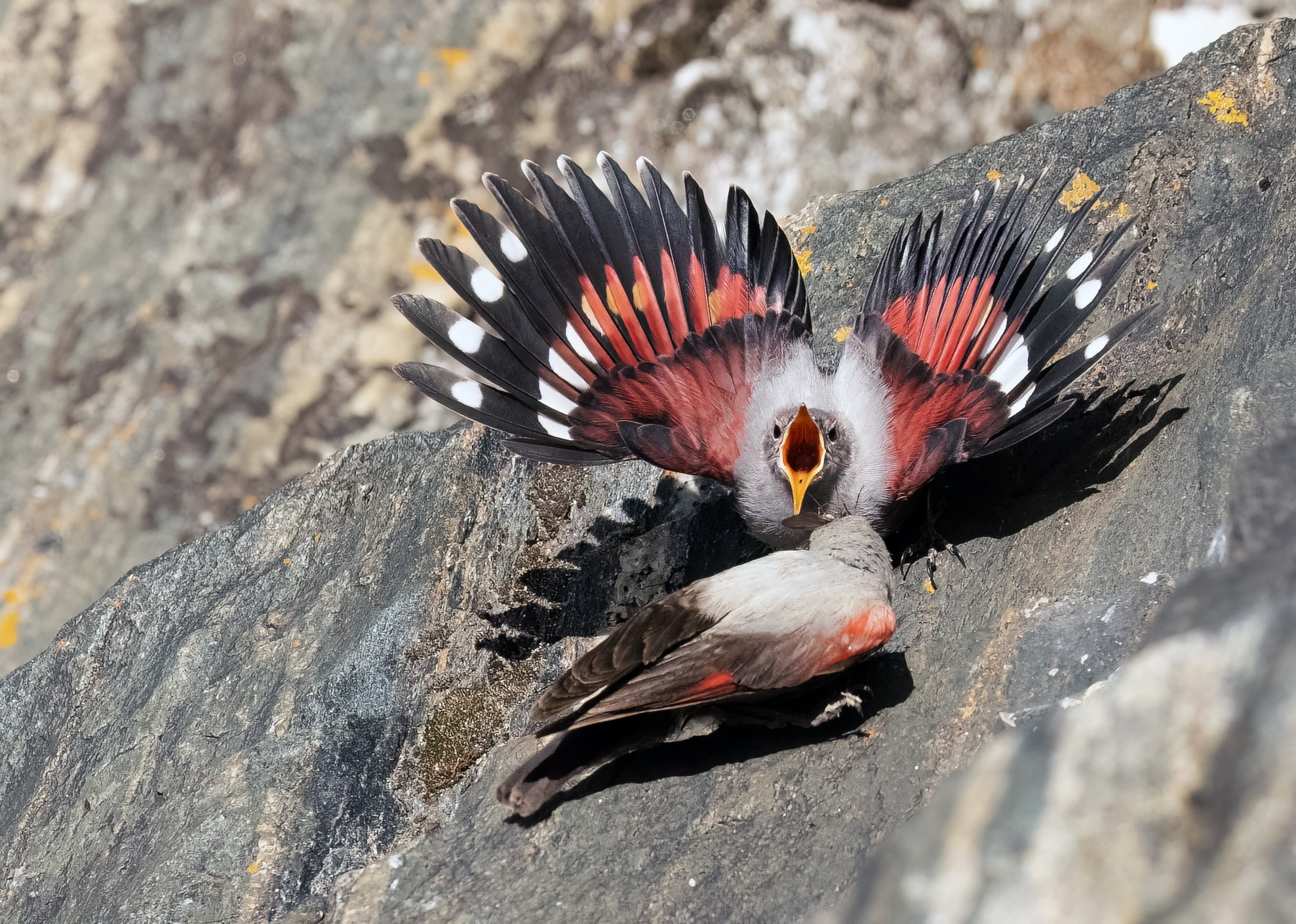
Кормление птенца
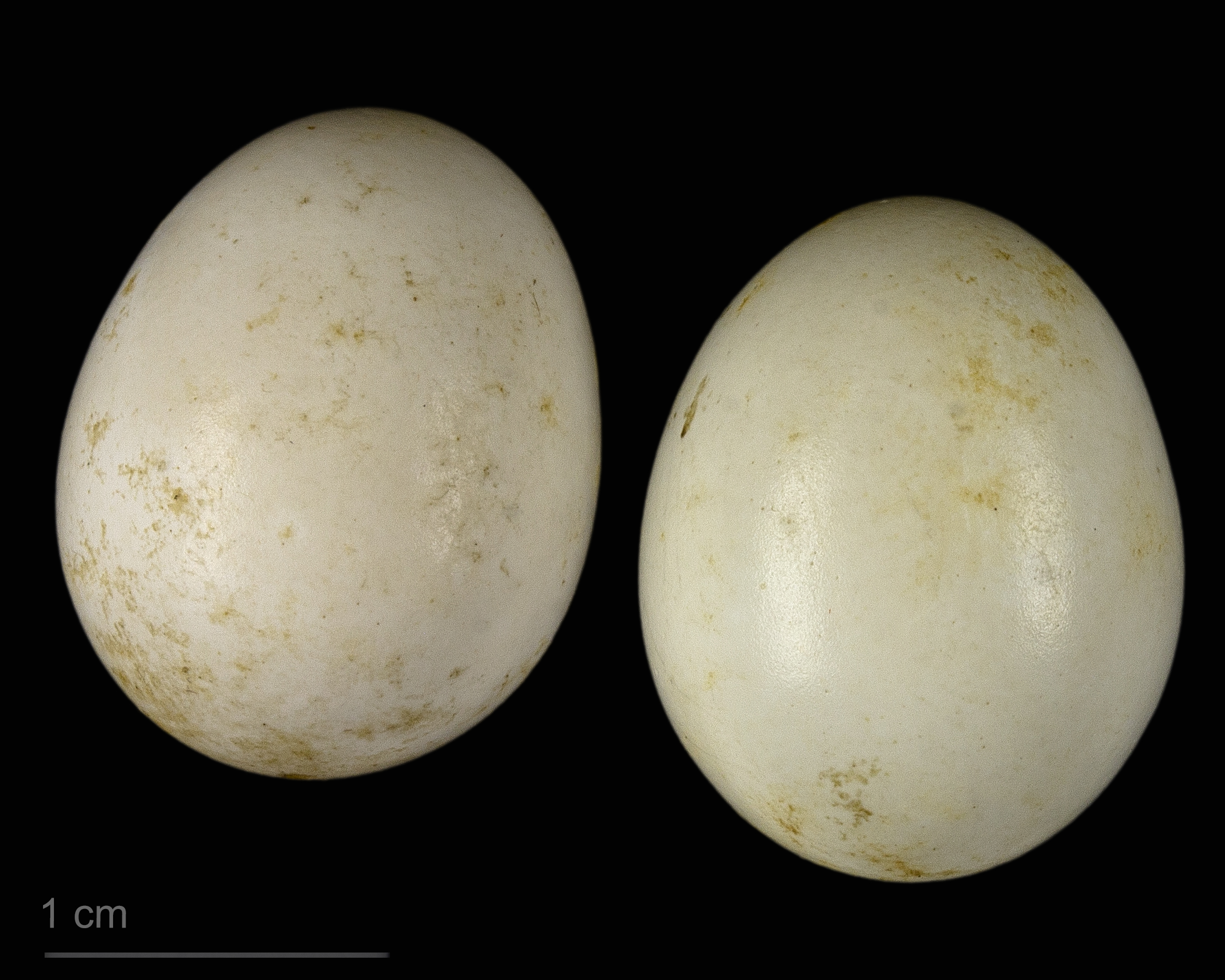
яйцо Tichodroma muraria  - Тулузский музей